# Erucius apicalis
Erucius apicalis är en insektsart som först beskrevs av John Obadiah Westwood 1842.  Erucius apicalis ingår i släktet Erucius och familjen Chorotypidae. Inga underarter finns listade i Catalogue of Life.